# 第一下马蒙农村居民点
第一下马蒙农村居民点（俄语：Нижнемамонское 1-е сельское поселение）是俄罗斯联邦沃罗涅日州上马蒙区所属的一个农村居民点。其下辖有1个居民点，行政中心为下马蒙。据2016年统计，该农村居民点的人口为3481人。